# Julian Roman Lubieniecki
Julian Roman Lubieniecki (ur. 18 lutego 1802, zm. 13 marca 1862) – jeden z najwybitniejszych publicystów pszczelarskich w Europie, założyciel Szkoły Pasieczników w Przemyślanach koło Lwowa.
Studiował na Uniwersytecie Lwowskim, a później pracował jako sędzia oraz jako rządca majątków prywatnych. Pszczelarstwem interesował się nieprzerwanie od 1826, badał biologię pszczół oraz robił doświadczenia z różnymi systemami uli i metodami gospodarki pasiecznej. W 1851 zwolnił się z zajmowanych stanowisk, nabył działkę w Przemyślanach i poświęcił się całkowicie pszczelarstwu. W 1857 założył tam Szkołę Pasieczników. Sławę europejską zdobył wydaną we Lwowie w latach 1859–1860 trzytomową książką: Dokładna praktyczna nauka dla pasieczników, jak mają chodzić koło pszczół aby rozmnożyć prędko pasieki i wydobyć z nich zysk jak największy, tak w zwyczajnych naszych ulach krajowych, jako też w ulach dzierżoniowskich. W owych czasach była to najlepsza książka pszczelarska w Europie. Członek założyciel (3 lipca 1845) Galicyjskiego Towarzystwa Gospodarskiego.
Położył wielkie zasługi dla rozwoju pszczelarstwa w Polsce, zwłaszcza w Galicji (wschodniej Małopolsce), gdzie żył i działał.